# 平衡觉

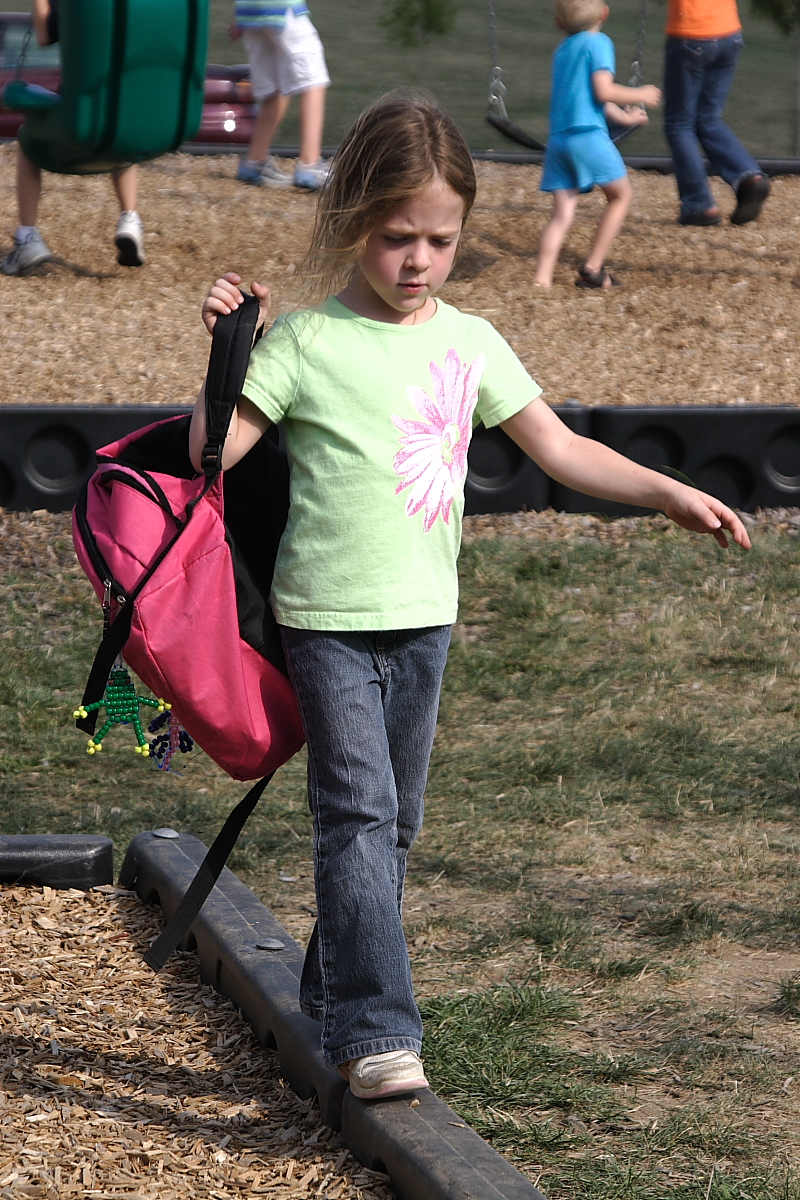
儿童平衡觉的训练

平衡觉（英文：Sense of balance 或 equilibrioception），又称平衡感，是一种对于平衡能力和空间定向的感知。这种感觉可帮助人类和其他动物在站立或运动时避免摔倒。参与平衡觉的感觉系统包括：内耳（前庭系统）、眼睛（视觉系统）以及身体的本体感觉系统。
内耳的前庭系统包括三个半规管，当头在运动时，它们与视觉系统协作使得物体保持在视觉焦点上，这被称为前庭-眼球反射。此外，内耳前庭系统和视觉系统、骨骼系统一同参与保持空间定向和平衡。其中，视觉系统将人体在环境中所处的位置作为信号发送脑部，而脑部可将其与前庭系统、骨骼系统的信号进行对比和综合。

## 平衡觉异常
如果平衡觉受到干扰，出现异常，则可能引发头晕、眩晕、定向障碍、恶心、呕吐等。可造成平衡觉失常的疾病包括梅尼埃病、迷路炎（内耳炎）、良性阵发性姿势性眩晕、上管开裂综合征等等。
此外， 急促加速、爆炸声等也可短时间影响平衡觉。许多宇航员在太空时也发现平衡觉受损，这是由于长时间处于失重状态，而这是一种被称为空间适应综合症的晕动病。